# Rattan Mohan Sharma
Rattan Mohan Sharma (n. el 14 de junio de 1971 en Rajastán) es un cantante de música clásica hindú, cultivando la interpretación del estilo de música indostaní.

## Biografía
Rattan Mohan Sharma nació en Rajasthan, sobrino de la cantante, Pandit Jasraj. Cuando  era muy joven sintió atracción por los instrumentos de percusión que cumplió los 15 años de edad, también aprendió a tocar la tabla.

## Carrera
Rattan Mohan Sharma es oriundo de  Gharana Mewati y pertenece a una familia que ha sido una leyenda en los géneros musicales de Pandit Pratapnarayan, Maniram Pandit, Motiram Pandit y además siendo sobrino de la cantante Pandit Jasraj. Ha realizado numerosas giras de conciertos y festivales en la India y el extranjero. Se convirtió en un experto para interpretar música clásica como Khayal, Tarana, Dhrupad, Havelisangeet, Tappa y también otras formas clásicas como la música popular de Bhajan y Rajasthani. También fue director musical y compositor, que hizo que su música tuviera también éxito en las series de televisión y producir álbumes para cantantes privados.

## Discografía
En sus álbumes incluye canciones devocionales
| - jaago bhor bhai - Dashavatar - Naman - Gayatri - Gayatri Aradhana - Hanuman Raksha Kavach - Maha Mrityunjay - Sampoorna Maha Mrityunjay - Shri Ram - Ram Dhun - Lalita Shahastra Naam - Gayatri Shahastra Naam - Mere Bhagwan(1to9) - JAI GANGE - Sapta vaar katha | - Navagraha Shakti - Bhaktamar Stotra - Navkar - Dharohar (Hindustani Classical) - Jasraangi(Hindustani Classical) - Mewati Gharana - Utsav (DVD with Shankar Mahadevan) - Hanuman - Hanuman II - Hanuman Dhun - Shiv Dhun - Healing Mantras- Heart | - Healing Mantras- Respiration - The Holy Trinity - Nav Durga - Satyanarayan Katha - Surya - Vaastu - Tempal Music of India(Haveli Sangeet) - Gopal - krishna Leela |